# Campionato brasiliano di rugby a 15 2012
Il Campionato Brasiliano di Rugby 2012 (Campeonato Brasileiro de Rugby de 2012) o Super 10 è stata una competizione promossa dalla CBRu (Confederação Brasileira de Rugby) e ha visto per la seconda volta la partecipazione di dieci squadre. Come squadra campione brasiliana si è riconfermata per l'ottava volta (octacampeão) il São José Rugby Clube di São José dos Campos(SP).

## Squadre partecipanti
Non essendoci state retrocessioni e promozioni il campionato vedrà le stesse partecipanti dell'edizione scorsa.
| Squadra      | Città               | Stato             |
| ------------ | ------------------- | ----------------- |
| Bandeirantes | San Paolo           | San Paolo         |
| Curitiba     | Curitiba            | Paraná            |
| Desterro     | Florianópolis       | Santa Catarina    |
| Farrapos     | Bento Gonçalves     | Rio Grande do Sul |
| BH Rugby     | Belo Horizonte      | Minas Gerais      |
| Niterói      | Niterói             | Rio de Janeiro    |
| Pasteur      | San Paolo           | San Paolo         |
| Rio Branco   | San Paolo           | San Paolo         |
| São José     | São José dos Campos | San Paolo         |
| SPAC         | San Paolo           | San Paolo         |

## Formula del torneo
Nel turno eliminatorio le squadre divise in due gruppi (Giallo e Verde) si incontrarono in un girone all'italiana di sola andata. Le prime quattro di ogni girone parteciparono ai play-off. Le squadre quinte classificate disputarono uno spareggio per decidere l'ultima classificata che doveva giocarsi lo spareggio con la vincitrice della Coppa del Brasile per determinare la squadra che parteciperà al campionato del 2013.
| Gruppo Giallo | Gruppo Verde     |
| ------------- | ---------------- |
| São José (1)  | Bandeirantes (2) |
| Pasteur (4)   | SPAC(3)          |
| Desterro (5)  | Rio Branco (6)   |
| Farrapos (8)  | Curitiba] (7)    |
| BH Rugby (9)  | Niterói (10)     |

- Le squadre furono distribuite secondo la classifica (tra parentesi) del campionato del 2011

## Gruppo Giallo

### 1ª giornata
| São José dos Campos 30 giugno 2012 | São José | 13 – 27 | BH Rugby | Teatrão |

| San Paolo 30 giugno 2012 | Pasteur | 3 – 26 | Farrapos | Arena Paulista |

### 2ª giornata
| Florianópolis 14 luglio 2012 | Desterro | 14 – 15 | São José | Campo da Tapera |

| Nova Lima 14 luglio 2012 | BH Rugby | 59 – 12 | Farrapos | Estádio Mario Lima |

### 3ª giornata
| Bento Gonçalves 28 luglio 2012 | Farrapos | 15 – 31 | Desterro | Estádio da Montanha |

| Nova Lima 28 luglio 2012 | BH Rugby | 25 – 35 | Pasteur | Estádio Mario Lima |

### 4ª giornata
| São José dos Campos 4 agosto 2012 | São José | 34 – 8 | Pasteur | Teatrão |

| Florianópolis 4 agosto 2012 | Desterro | 45 – 7 | BH Rugby | Campo da Tapera |

### 5ª giornata
| Bento Gonçalves 18 agosto 2012 | Farrapos | 52 – 10 | São José | Estádio da Montanha |

| San Paolo 18 agosto 2012 | Pasteur | 13 – 14 | Desterro | Parque Esportivo do Trabalhador |

### Classifica
| Squadra  | PT | G | V | N | P | 4+ | -7 | P+  | P-  | P+/- |
| -------- | -- | - | - | - | - | -- | -- | --- | --- | ---- |
| São José | 19 | 4 | 4 | 0 | 0 | 3  | 0  | 120 | 32  | 88   |
| Desterro | 15 | 4 | 3 | 0 | 1 | 2  | 1  | 114 | 53  | 61   |
| Pasteur  | 11 | 4 | 2 | 0 | 2 | 2  | 1  | 107 | 94  | 13   |
| Farrapos | 5  | 4 | 1 | 0 | 3 | 1  | 0  | 57  | 120 | -63  |
| BH Rugby | 0  | 4 | 0 | 0 | 4 | 0  | 0  | 60  | 159 | -99  |

## Gruppo Verde

### 1ª giornata
| San Paolo 30 giugno 2012 | Bandeirantes | 34 – 16 | Niterói | Clube das Arcadas |

| San Paolo 30 giugno 2012 | SPAC | 18 – 17 | Curitiba | SPAC |

### 2ª giornata
| San Paolo 14 luglio 2012 | Rio Branco | 19 – 22 | Bandeirantes | Arena Paulista |

| Curitiba 14 luglio 2012 | Curitiba | 31 – 3 | Niterói | Paraná Esporte |

### 3ª giornata
| San Paolo 28 luglio 2012 | Rio Branco | 15 – 10 | Curitiba | Parque Esportivo do Trabalhador |

| Niterói 28 luglio 2012 | Niterói | 5 – 27 | SPAC | Campus do Gragoatá |

### 4ª giornata
| San Paolo 4 agosto 2012 | Bandeirantes | 12 – 41 | SPAC | Clube das Arcadas |

| Niterói 4 agosto 2012 | Niterói | 23 – 16 | Rio Branco | Campus do Gragoatá |

### 5ª giornata
| Curitiba 18 agosto 2012 | Curitiba | 23 – 26 | Bandeirantes | Paraná Esporte |

| San Paolo 18 agosto 2012 | SPAC | 29 – 12 | Rio Branco | SPAC |

| Squadra      | PT | G | V | N | P | 4+ | -7 | P+  | P-  | P+/- |
| ------------ | -- | - | - | - | - | -- | -- | --- | --- | ---- |
| SPAC         | 19 | 4 | 4 | 0 | 0 | 3  | 0  | 115 | 46  | 69   |
| Bandeirantes | 14 | 4 | 3 | 0 | 1 | 2  | 0  | 94  | 99  | -5   |
| Curitiba     | 8  | 4 | 1 | 0 | 3 | 1  | 3  | 81  | 62  | 19   |
| Rio Branco   | 6  | 4 | 1 | 0 | 3 | 0  | 2  | 62  | 84  | -22  |
| Niterói      | 4  | 4 | 1 | 0 | 3 | 0  | 0  | 47  | 108 | -61  |

## Fase a play-off
|  | Quarti di finale | Quarti di finale | Quarti di finale |          |          | Semifinali | Semifinali | Semifinali |         |                 | Finale          | Finale          | Finale |  |
|  |                  |                  |                  |          |          |            |            |            |         |                 |                 |                 |        |  |
|  | 1G               | São José         | 36               |          |          |            |            |            |         |                 |                 |                 |        |  |
|  | 1G               | São José         | 36               |          |          |            |            |            |         |                 |                 |                 |        |  |
|  | 4V               | Rio Branco       | 5                |          |          |            |            |            |         |                 |                 |                 |        |  |
|  | 4V               | Rio Branco       | 5                |          | São José | São José   | 19         |            |         |                 |                 |                 |        |  |
|  |                  |                  |                  |          | São José | São José   | 19         |            |         |                 |                 |                 |        |  |
|  |                  |                  | Pasteur          | Pasteur  | 6        |            |            |            |         |                 |                 |                 |        |  |
|  | 2V               | Bandeirantes     | Pasteur          | Pasteur  | 6        | 9          |            |            |         |                 |                 |                 |        |  |
|  | 2V               | Bandeirantes     |                  |          |          |            |            |            |         |                 |                 |                 |        |  |
|  | 3G               | Pasteur          | 15               |          |          |            |            |            |         |                 |                 |                 |        |  |
|  | 3G               | Pasteur          | 15               |          | São José | São José   | 25         |            |         |                 |                 |                 |        |  |
|  |                  |                  |                  |          |          |            |            |            |         |                 |                 |                 |        |  |
|  |                  |                  | SPAC             | SPAC     | 18       |            |            |            |         |                 |                 |                 |        |  |
|  | 1V               | SPAC             | SPAC             | SPAC     | 18       | 47         |            |            |         |                 |                 |                 |        |  |
|  | 1V               | SPAC             |                  |          |          | 47         |            |            |         |                 |                 |                 |        |  |
|  | 4G               | Farrapos         | 19               |          |          |            |            |            |         |                 |                 |                 |        |  |
|  | 4G               | Farrapos         | 19               |          | SPAC     | SPAC       | 14         |            |         | Finale 3º posto | Finale 3º posto | Finale 3º posto |        |  |
|  |                  |                  |                  |          | SPAC     | SPAC       | 14         |            |         |                 |                 |                 |        |  |
|  |                  |                  | Desterro         | Desterro | 7        |            |            |            |         |                 |                 |                 |        |  |
|  | 2G               | Desterro         | Desterro         | Desterro | 7        | 19         |            |            | Pasteur | Pasteur         | 17              |                 |        |  |
|  | 2G               | Desterro         |                  |          |          |            |            |            | Pasteur | Pasteur         | 17              |                 |        |  |
|  | 3V               | Curitiba         | 11               |          |          | Desterro   | Desterro   | 12         |         |                 |                 |                 |        |  |

### Quarti di finale
| São José dos Campos 1º settembre 2012 | São José | 36 – 5 | Rio Branco | Teatrão |

| San Paolo (Brasile) 1º settembre 2012 | Bandeirantes | 9 – 15 | Pasteur | Clube das Arcadas |

| San Paolo (Brasile) 1º settembre 2012 | SPAC | 47 – 19 | Farrapos | SPAC |

| Florianópolis 1º settembre 2012 | Desterro | 19 – 11 | Curitiba | Campo da Tapera |

### Spareggio per il 9º posto
| Niterói 2 settembre 2012 | Niterói | 31 – 11 | BH Rugby | Campus do Gragoatá |

### Semifinali 5º-8º posto
| San Paolo (Brasile) 15 settembre 2012 | Bandeirantes | 7 – 20 | Rio Branco | Clube das Arcadas |

| Curitiba 15 settembre 2012 | Curitiba | 8 – 20 | Farrapos | Paraná Esporte |

### Semifinali
| Embu das Artes 22 settembre 2012 | SPAC | 14 – 7 | Desterro | Estádio Municipal Hermínio Espósito |

| Embu das Artes 23 settembre 2012 | São José | 19 – 6 | Pasteur | Estádio Municipal Hermínio Espósito |

### Finale per il 7º posto
| San Paolo (Brasile) 29 settembre | Bandeirantes | 18 – 24 | Curitiba | Arena Paulista de Rugby |

### Finale per il 5º posto
| San Paolo (Brasile) 29 settembre | Rio Branco | 18 – 20 | Farrapos | Arena Paulista de Rugby |

### Finale 3º posto
| Florianópolis 29 settembre 2012 | Desterro | 12 – 17 | Pasteur | Campo da Tapera |

### Finale
| Embu das Artes 30 settembre 2012 | São José | 25 – 18 | SPAC | Estádio Municipal Hermínio Espósito |

## Spareggio per l'ammissione al campionato 2013
Spareggio tra l'ultima classificata del Brasileirão e la vincitrice della Coppa del Brasile per determinare la squadra che parteciperà al campionato del 2013.
| Nova Lima 6 ottobre 2012 | BH Rugby | 19 – 13 | Tornados | Estádio Mario Lima |